# Hartheim am Rhein
Hartheim am Rhein è un comune tedesco di 4 553 abitanti, situato nel land del Baden-Württemberg.

## Geografia fisica
Suddivisione del territorio
Ad Hartheim am Rhein appartengono i comuni, una volta autonomi, di Bremgarten e Feldkirch. Questi comuni, indipendenti prima della riforma della suddivisione amministrativa del Baden-Württemberg del 1970, costituiscono le tre frazioni del comune.

## Storia
Il nome Hartheim deriva dal vocabolo medio alto tedesco hart, che identifica un solido terreno sabbioso o terreno boschivo, e rinvia quindi ad un'origine della località nel bosco o al limitare di questo. Il comune è citato documentalmente per la prima volta nell'anno  772 nel Lorscher Codex (codice di Lorsch).
Nel XV secolo Hartheim finì sotto la signoria della città di Breisach. Nel 1635 venne completamente distrutta nel corso della guerra dei trent'anni, finita la quale sia Hartheim che Breisach vennero inglobate nel regno di Francia. Nel 1768 venne fondata per la prima volta una scuola, che dal 1823 dispose di un proprio edificio.
Assorbimenti comunali:  1973: Bremgarten, 1974: Feldkirch

## Storia delle frazioni Bremgarten e Feldkirch

### Bremgarten
Bremgarten è citata per la prima volta nel 1313, allorché Johannes von Staufen vendette il paese all'Ordine di Malta. Da questo passerà poi ai conti di Freiburg in Breisgau. Anche Bremgarten venne quasi completamente distrutta nel corso della guerra dei trent'anni, ma venne rapidamente riedificata. Anche durante la seconda guerra mondiale la località visse, nuovamente, notevoli distruzioni. Nel 1973 venne inserita nella municipalità di Hartheim.

### Feldkirch
Intorno al 1160 appare nei documenti il nome di Veltkilcha, nel 1475 esistono 10 fuochi, cioè 10 nuclei familiari, che si sono stabiliti intorno alla chiesa sul campo (questa sarebbe infatti la traduzione in italiano del nome Feldkirch). Durante la già citata guerra dei trent'anni (1618–48) villaggio e chiesa vennero annientati; nel 1690 cominciò la trasformazione del castello di Wessenberg, che assunse sostanzialmente l'aspetto odierno. Nel 1866 terminò la presenza dei Wessenberg a Feldkirch e da tale epoca il castello cambiò frequentemente proprietario, fino a giungere al 1899 quando ne entrò in possesso il sindaco Heinrich Rinderles, che magnanimamente suddivise i campi tra i contadini del luogo. 
Nel 1960 si concluse il restauro completo della chiesa di San Martino. Nel 1974 la località entrò a far parte del comune di Hartheim.

## Politica
Sindaci:
- 1946–1949: Josef Widmann
- 1969–1982: Alfred Vonarb
- 1982–2001: Erich Dilger († 29. Juli 2001)
- dal  2002: Martin Singler

Consiglio comunale:
Le elezioni comunali del 13 giugno 2004 hanno dato la seguente suddivisione dei seggi:
| FWG         | 35,3 % | +4,8 | 6 seggi | +1 |
| CDU         | 34,4 % | -1,2 | 6 seggi | ±0 |
| SPD         | 15,3 % | -0,8 | 3 seggi | +1 |
| Frauenliste | 15,0 % | -2,8 | 2 seggi | -1 |

## Amministrazione

### Gemellaggi
Hartheim è gemellata dal 1993 con il comune di Fessenheim in Alsazia (Département Haut-Rhin). Vi sono inoltre rapporti stretti con la città di Mindszent (Ungheria).

## Collegamenti e trasporti
- Dal 2006 esiste un ponte di 220 metri sul Reno che ha realizzato un collegamento diretto con Fessenheim in Francia.
- L'autostrada Bundesautobahn 5 (Niederaula–Weil am Rhein) passa vicino alla località. Hartheim dispone di un proprio accesso, con il collegamento 64b (Hartheim / Heitersheim).